# Episodi di Joséphine, ange gardien (tredicesima stagione)
Joséphine, ange gardien è una serie televisiva francese, andata in onda sinora per 19 stagioni. Qui sotto sono riportate le trame degli episodi della tredicesima stagione della trasmissione, uscita in Francia tra il 2011 e il 2012 e in Italia nel 2015.

## Episodio 57: Una madre in affitto
- Titolo originale: '
- Diretto da:
- Scritto da:

### Trama
Anna, una ragazza russa senza documenti, è madre in affitto per una coppia sterile. Anna deciderà alla fine di tenere la bambina, ma i coniugi tenteranno di tutto pur di riaverla. Joséphine dovrà dunque agire da intermediaria tra le due famiglie.

## Episodio 58: L'apparenza inganna
- Titolo originale: '
- Diretto da:
- Scritto da:

### Trama
Missione in Marocco per Joséphine, questa volta nei panni di un'istruttrice di tiro con l'arco in uno splendido villaggio turistico. Qui aiuterà Sophie, atleta di alto livello assunta come responsabile sportiva del villaggio, ad ambientarsi con i colleghi ma soprattutto a denunciare le violenze e i soprusi del capo villaggio, adorato dai clienti ma terribile e manipolatore con i dipendenti. Il tipo è un osso duro, ce la farà?

## Episodio 59: Una vita difficile
- Titolo originale: '
- Diretto da:
- Scritto da:

### Trama
Joséphine veste i panni di una management assistant canadese della Privela, grande multinazionale di cosmetici, e sarà l'angelo custode di Yasmina, ragazza magrebina, naturalizzata a Parigi, con la grande passione per la cosmetica. Fin da bambina infatti Yasmina ha imparato a conoscere i prodotti della rinomata azienda Privela in quanto suo padre ha gestito per 15 anni un negozio di profumeria. L'uomo purtroppo è stato truffato dalla grande azienda che lo ha fatto fallire dopo averlo fatto indebitare. Yasmina è pronta a dimostrargli di avere le carte in regola per diventare niente meno che uno dei manager di Privela e si candida per le selezioni. La sfida con gli altri candidati però non sarà semplice e non mancheranno colpi bassi e colpi di scena. Ce la farà Yasmina, con l'aiuto di Joséphine, a realizzare il suo sogno e, perché no, a trovare il vero amore?

## Episodio 60: Una guida speciale
- Titolo originale: '
- Diretto da:
- Scritto da:

### Trama
Missione speciale per Joséphine: questa volta, nei panni di una guida turistica a Parigi, è alle prese con ben quattro clienti contemporaneamente. Ognuno di loro infatti appartiene al suo gruppo turistico in visita nella capitale dell'amore, e ognuno ha la sua storia: un anziano che ha lasciato la moglie per una ragazza molto più giovane e spendacciona, un ragazzo adorato dai genitori adottivi in cerca della madre biologica, una coppietta innamorata la cui sposina è stalkerata dall'ex amante infelice, una ingenua ragazza in cerca del vero amore. Fra litigi, innamoramenti, spese pazze visitando i posti più belli della città, ce la farà Joséphine a sistemare le cose portando la felicità a tutti?

## Episodio 61: La prof
- Titolo originale: '
- Diretto da:
- Scritto da:

### Trama
Missione a scuola per Joséphine che, nei panni di una insegnante di musica, deve aiutare la giovane professoressa di francese Fanny Delveaux alle prese con una classe difficile, un preside ottuso e una rappresentante dei genitori egocentrica e manipolatrice, pronta a tutto per screditarla pur di compiacere la figlia viziata e opportunista. Riuscirà Fanny a farsi accettare dagli allievi, in particolare ad aiutare il giovanissimo Alexandre nel recuperare fiducia in se stesso, e magari a trovare l'amore? Le difficoltà sono molte ma con l'aiuto di Joséphine tutto è possibile.

## Episodio 62: La fabbrica di peluche
- Titolo originale: '
- Diretto da:
- Scritto da:

### Trama
La fabbrica di peluche Marsac versa in cattive acque: dopo essere passata di padre in figlio per generazioni ora si trova in difficoltà, l'erede Gilles non è in grado di prenderne le redini come vorrebbe suo padre, anzi egli conduce una vera e propria doppia vita con tanto di famiglia al seguito in quel di Parigi dove ha la sua attività di fotografo insieme alla compagna Marion, il tutto all'oscuro dei suoi genitori. Come se non bastasse una vecchia fiamma è ancora innamorata di lui mentre una spietata manager cerca di convincerlo con l'inganno a vendergli la Marsac Peluche. Joséphine questa volta dovrà aiutarlo a fare chiarezza nella sua vita e a mettervi ordine per il bene di tutti, famiglie e azienda. Il Natale si avvicina.